# Canton d'Annemasse-Sud
Le canton d'Annemasse-Sud est un ancien canton français, situé dans le département de la Haute-Savoie. Le chef-lieu de canton se trouvait à Annemasse. Il disparait lors de la réforme territoriale de 2014 et les communes rejoignent le nouveau canton d'Annemasse.

## Composition
Le canton regroupait les communes d'Annemasse (chef-lieu), Arthaz-Pont-Notre-Dame, Bonne, Étrembières, Gaillard et Vétraz-Monthoux.
La population était estimée à 33 563 habitants en 1999.

## Histoire
Au lendemain de l'Annexion de 1860, le duché de Savoie est réunis à la France et retrouve une organisation cantonale, au sein du nouveau département de la Haute-Savoie (créé par décret impérial le 15 juin 1860). Le nouveau canton d'Annemasse est créé à cette occasion. En 1973, le canton est divisé en deux cantons d'Annemasse-Nord et Annemasse-Sud.

## Liste des conseillers généraux
| Période | Période | Identité       | Étiquette    | Qualité |
| ------- | ------- | -------------- | ------------ | --- |
| 1973    | 1976    | Charles Xambeu | CD           | Chirurgien Ancien conseiller général du canton d'Annemasse (1966-1973)                                        |
| 1976    | 1982    | Jean Cambefort | PS           | Professeur Adjoint au maire d'Annemasse                                                                       |
| 1982    | 2015    | Claude Birraux | UDF puis UMP | Ingénieur Député (1978-2012) Ancien vice-président du conseil général Ancien conseiller municipal d'Annemasse |